# Sigma del Bover
Sigma del Bover (σ Bootis) és un estel en la constel·lació del Bover de magnitud aparent +4,47. Forma una doble òptica amb ρ Bootis, i la separació entre ambdós és de 52 minuts d'arc. No formen, no obstant això, un veritable sistema binari, doncs mentre Sigma Bootis es troba a 50 anys llum del sistema solar, ρ Bootis es troba al triple de distància.

## Característiques
Sigma del Bover és un estel blanc-groc de la seqüència principal de tipus espectral F2V amb una temperatura superficial de 6900 K. La seva lluminositat és 3,1 vegades major que la del Sol, amb un diàmetre un 20 % més gran que el diàmetre solar i una massa de 1,3 masses solars. Té un baix contingut en metalls —entenent com a tals aquells elements més pesats que l'hidrogen—, aproximadament el 20 % del que posseeix el Sol.
Sigma del Bover és un estel relativament jove, possiblement situat en el diagrama de Hertzsprung-Russell prop de la seqüència principal d'edat zero (ZAMS). Encara que pendent de confirmar, pot ser una variable Delta Scuti amb una lleugera variació en la seva lluentor de 0,04 magnituds. Entorn d'ell s'ha detectat un disc calent de pols que implica la possible presència d'un sistema planetari, encara que fins al moment cap planeta individual ha estat descobert. Amb una temperatura de 50 K, el disc de pols s'estén fins a 60 ua de l'estel, i és comparable al Cinturó de Kuiper del sistema solar.
Es desconeix si dos tènues companys visuals a 217 i 228 segons d'arc estan gravitacionalment lligats a Sigma Bootis o són estels més distants que coincideixen en la mateixa línia de visió.

## Denominació tradicional
En la tradició astronòmica xinesa, 梗河 (Gěng Hé), és la constel·lació de la llança celestial i que agrupa a un asterísme format pels estels centrals de la figura del bover: Sigma (σ) Bootis, Èpsilon (ε) Bootis i Rho (ρ) Bootis. En conseqüència, Sigma Bootis és denominada com el segon estel de la llança celestial:梗河二 (Gěng Hé er)